# Jerzy III (prawosławny patriarcha Antiochii)
Jerzy III – chalcedoński patriarcha Antiochii w latach 902–917.